# Euryoryzomys lamia
Euryoryzomys lamia é uma espécie de roedor da família Cricetidae.
Apenas pode ser encontrada no Brasil.